# Kronoparken
Kronoparken är en stadsdel i Karlstad och ligger cirka 7 kilometer nordöst om Karlstad centrum. Den började byggas på 1970-talet, men planer för att bygga bostadsområdet fanns redan 1965. Här ligger Karlstads universitet. Vid årsskiftet 2014/2015 bodde 8 313 personer, varav 38,7 procent med utländsk bakgrund, i stadsdelen.

## Historia

### 1960-talet

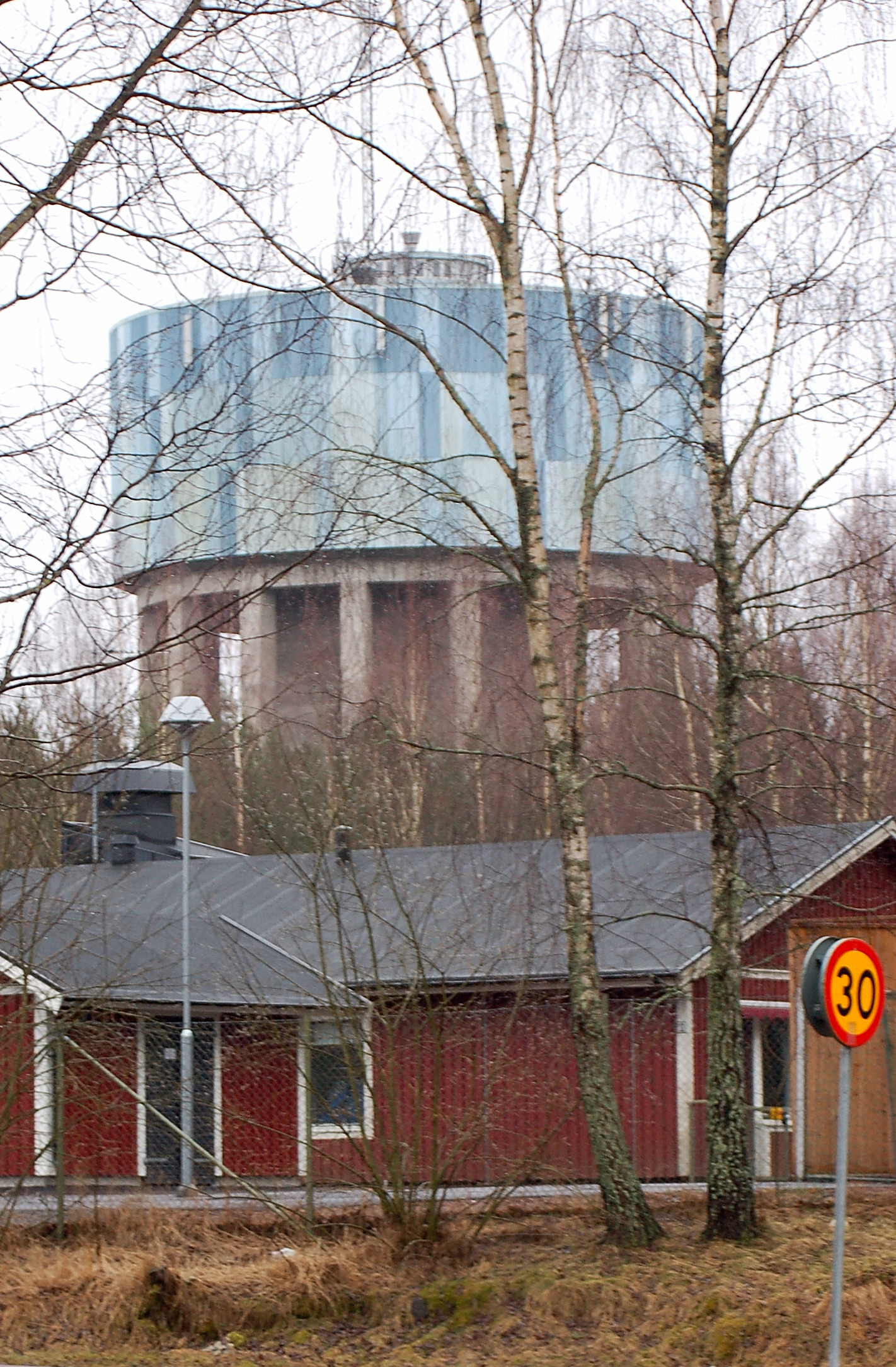
Kronoparkens vattentorn

Planeringen för området kom igång på allvar i april 1965 då stadsfullmäktige beviljade ett anslag för att upprätta en grundkarta över Kroppkärrs kronopark som området hette då.
Stadsingenjören Gunnar Jakobsson hade inkommit med en skrivelse till byggnadsnämnden i februari där han ansökte om pengar för att upprätta en grundkarta då en sådan skulle behövas för att värdera marken då Domänverket påfordrat en sådan. Totalkostnaden för de 2 000 hektaren som det rörde sig om var beräknad till 15 000 kr.
I maj 1965 inlöste kommunen ett antal enskilda bostadshus. ”Köpet motiveras av att fastigheten är belägen å parkmark enl. föreliggande förslag till stadsplan för stadsdelen Södra Kroppkärr.”
Att det skulle vara en stadsdel och att områdets namn skulle vara Kronoparken föreslog namnberedningen den 3 februari 1965. Stadsfullmäktige klubbade detta slutligen den 15 april 1965.
1966 beviljade stadsfullmäktige en tävling för att hitta förslag på planer för området. Kostnaden för den blev 150 000 kr som fullmäktige klubbade igenom. Nämnden hade nämligen ofta talat om en tävling, men aldrig haft ett lämpligt område att tillgå. Nu hade de dessutom tid på sig då området inte skulle börja bebyggas förrän 1969. Kommittén som skulle ansvara för byggandet av området lämnade in ett PM där bland annat generalplanen för området fanns med och där nämns bland annat högskolan och dess kommunikationer med övriga handlingar.
1967 beslutade stadsfullmäktige att bifalla drätselkammarens tillstyrkta förslag om att köpa området som nu är Kronoparken för 325 145 kr. Förslaget kom efter att Domänverket medgivit att Karlstad fick köpa området. Kostnaden per kvadratmeter blev 1 kr och 30 öre och kostnaden skulle täckas av allmänna investeringsfonden.
I mars 1969 inkom ett förslag till stadsplan till byggnadsnämnden som var det förslag som vann tävlingen till slut utformat av Gunnar Lindman. Området Kronoparken sades ligga nordost om anslutningen mellan Filipstadsvägen (Riksväg 63) och E18 och arealen låg på 34 ha. Avståndet till centrum beräknades till knappt 5 km. Innan området bebyggdes bestod det av skog och mindre mossar. En sak som kunde ge problem var nivåskillnaderna som varierade så mycket som 5 meter där det tänkt byggas. För att kunna ha bebyggelse på marken var man tvungen att terrassera området med risk för att vegetationen försvann.
När det gäller bostadsbebyggelsen tänkte man sig två storkvarter med en park mitt i. Bostadsytan skulle vara 1 000 lägenheter med i genomsnitt 3,5 rum. Denna bebyggelse skulle formas som ett v och i mitten skulle en allmänning med bland annat kvarterslekplats finnas. Storleken på husen skulle vara 2-våningshus utan källare och de inriktades på barnfamiljer då lekplatser skulle få en central plats.
För att markera var området började och slutade utåt skulle en sammanhållen randbebyggelse av 4-våningshus av typen svalgångshus knyta an till det övriga landskapet. Man ville ha en mureffekt då man eftersträvade slutna hörn i randbebyggelsen. Dessa 4-våningshus skulle till skillnad från 2-våningshusen ha källare.
En anslutningsled med sekundärleder skulle omge bebyggelsen. Storkvarteren skulle ha matarleder i form av återvändsgator. Bebyggelsen skulle skyddas mot trafikbuller med bullerplank. När det gäller cyklar skulle de hålla sig till gångvägssystemet.
Majoriteten av de 28 000 rumsenheter förslaget ville ha skulle koncentreras till bergsplatån som var områdets centrala delar. Bostadsbyggandet skulle delas upp i tid då det beräknades ta lång tid.
Parallellt med bostadsbebyggelsen skulle anläggningar som kunde inrymma arbetsplatser byggas. En sak som planerades då var gymnasiala utbildningar som skulle placeras nedanför högskolan. Området beräknades få 19 000 invånare och de skulle få två busslinjer för kommunikation till övriga Karlstad. Dessutom skulle området få flera låg, mellan och högstadieskolor i delområdena i närheten av bostäderna. Den gymnasiala utbildningen skulle placeras vid de planerade regionala anläggningarna som skulle ligga mellan högskolan och E18. Dessa regionala anläggningar skulle innehålla kontor och andra arbetsplatser som skulle kunna utnyttjas av företag från hela Värmland
Service skulle det finnas gott om med skolor, lekplatser, butiker och hela stadsdelen skulle få nytta av kulturell service i flera fritidslokaler. Huvudcentrum skulle få varuhus, simhall och eventuellt teater. Redan då insåg byggherrarna att högskolans och invånarnas prioriteringar kanske skulle komma att kollidera i framtiden.

### 1970-talet

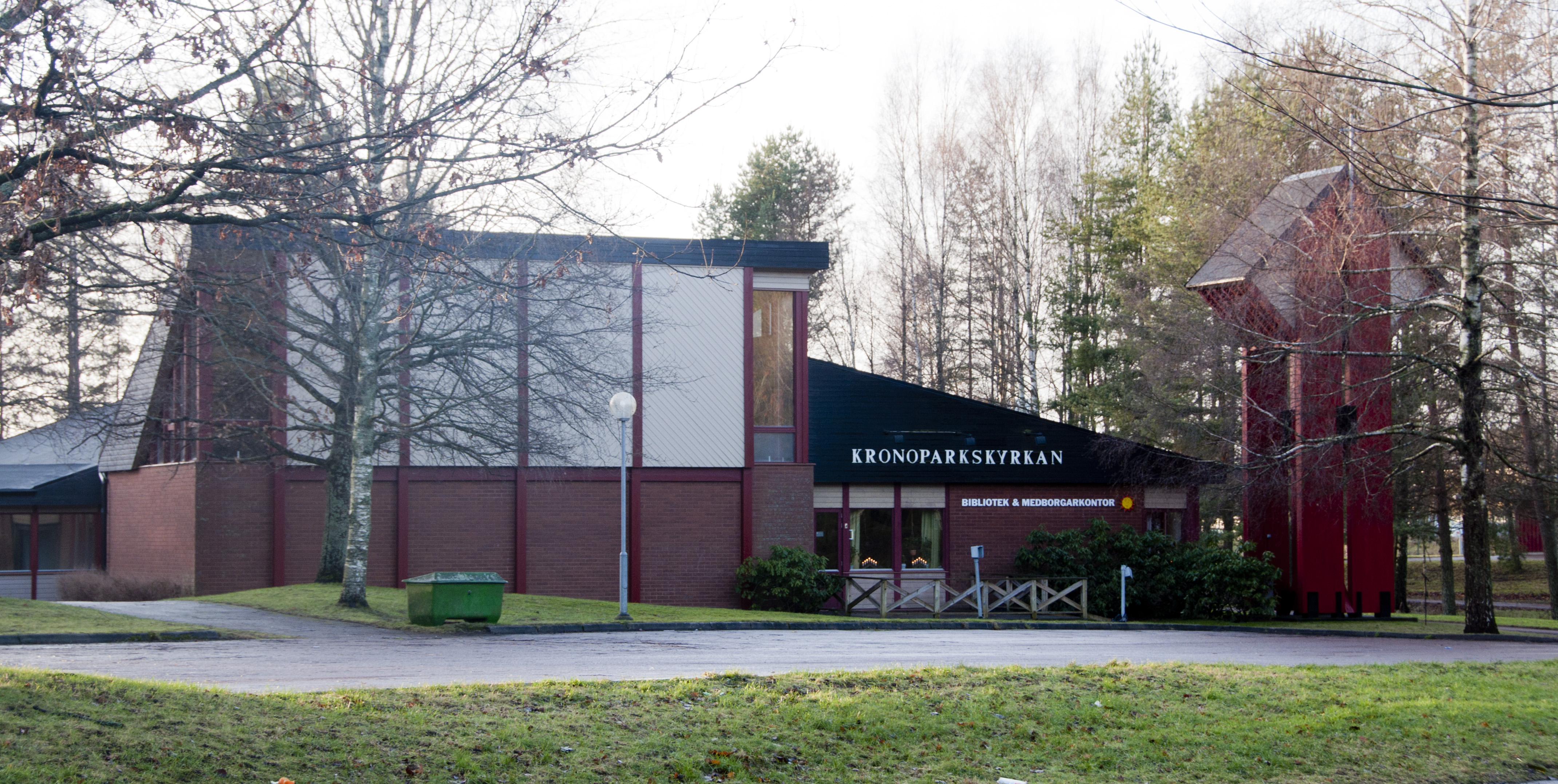
Kronoparkskyrkan. Arkitekt Janne Feldt

8 oktober 1971 inkom ytterligare planer för området till byggnadsnämnden. De rörde centrumområdet med den motivering att byggandet av området gjorde det nödvändigt att precisera vilket behov av yta centralt som fanns för allmänna lokaler, fritidsanläggningar och stadsdelsservice. Då man kommit en bit på väg med byggandet insåg man även att gathöjden för Fagottgatan behövde förändras.
När det gäller skolorna skulle eleverna från de olika skolorna dela samma lokal för skolmaten. Låg- och mellanstadieskolorna skulle dela gymnastiksalar och dessa skulle vara små och delbara bollhallar i en byggnad som skulle delas med kyrkan. Denna byggnad skulle avgränsa centrum åt väster. Fritidsgården skulle placeras i högstadieskolan så att eleverna hade något att göra under sina håltimmar.
En högstadieskola med egen skolidrottsplats respektive två låg och mellanstadieskolor skulle byggas. Dessutom skulle två barnstugor byggas som skulle ha närhet till parklekplatser.
Torget som skulle skapas skulle vara en plats där invånarna i stadsdelen kunde träffas och umgås. Den skulle även fungera som festplats och för utställningar. En skridskobana fanns även med i planerna som skulle fungera som bollplan när det var för varmt för att skapa is.
I centrum planerades ett stort lokalbehov för 2 livsmedelsaffärer, bank, post, apotek och mindre servicebutiker. Livsmedelsaffärerna skulle placeras söder om centrumparkeringen. Övriga centrumlokaler skulle placeras i ett 6-våningshus där även bostäder planerades.
I denna plan nämns även busslinjerna, men deras sträckning var då inte färdigplanerade, dock så planerades centrum som ändhållplats då.
Detta affärscentrum presenterades i Värmlands Folkblad och där berättades det att anläggningen skulle kosta 8 miljoner kr och höghusen skulle bestå av 60 lägenheter med 2 rum och kokvrå och var tänkta för pensionärer, ensamstående och studenter. Allt detta planerades stå färdigt 1973. Skolmatsrestaurangen skulle fungera som stadsdelsrestaurang på kvällarna. En av de första byggnationerna på Kronoparken var högskolan. Enligt studenttidningen Klaraborgaren beror placeringen av högskolan på att studenternas representanter tyckt att området var utmärkt för detta syfte. Åtminstone tills de såg planerna för hur innandömet skulle se ut. Alla inblandade klagade då , men kommunen ryckte bara på axlarna och arbetet fortsatte. Klagomålen bestod bland annat av att korridorerna gav en instängd känsla.
19 oktober 1972 godtog fullmäktige en framställning som socialnämnden gjort. Den handlade om anslag till barnstuga för att stadsplanen för området förutspådde ett behov av barnstugor. Den investeringsplan som socialförvaltningen redovisade visade att två barnstugor skulle byggas, en 1973 och en 1975. Antalet barn som barnstugan byggdes för beräknades till 80 st. Dessutom skulle en lekpark byggas i anslutning till barnstugan. Byggkostnaden skulle gå på minst 1 350 000 kr och kostnaden för inredningen 180 000 kr. Man räknade då att 15 st behövdes i personalen för att ta hand om barnen.
Året efter började kommunen skära i personalstyrkan då ekonomibiträdet togs bort från planen och ersattes av en deltidsanställd under 3 h/dag. De ansåg att enbart kokerska räckte enligt en då pågående utredning om måltidstillredningen inom barndaghemmen.
1973 planerades det även att bygga ett sjukhus på Kronoparken med 240 vårdplatser för långtidsvård och som skulle vara fem våningar högt. Antalet invånare som skulle bosätta sig i Kronoparken hade reviderats från det ursprungliga 19 000 till 13 000 invånare. Dessutom diskuterades högskolans parkeringsfrågor redan då. Då var frågan om inte de var för många. Sjukhuset fick inte placeras för nära högskolan då det riskerade avskärma högskolan från övriga Kronoparken. Kronoparkens stadsdelscentrum var också borta från planen då butikscentrat blivit större än planerat på grund av att fler butiker än väntat etablerat sig.
Ungdomsnämnden ville ha en föreståndare för fritidsgården då det bodde 100 barn i grundskoleåldern på Kronoparken sommaren 1973. Runt 2 300 personer var det totala invånarantalet och beräknades vara 4 500 1975. Behovet av en sådan lokal var stort för att undvika de negativa sidorna som fanns om man inte hade som andra områden i samma situation visat. Den stadsplanen fastställdes av kommunfullmäktige 21 mars 1974.

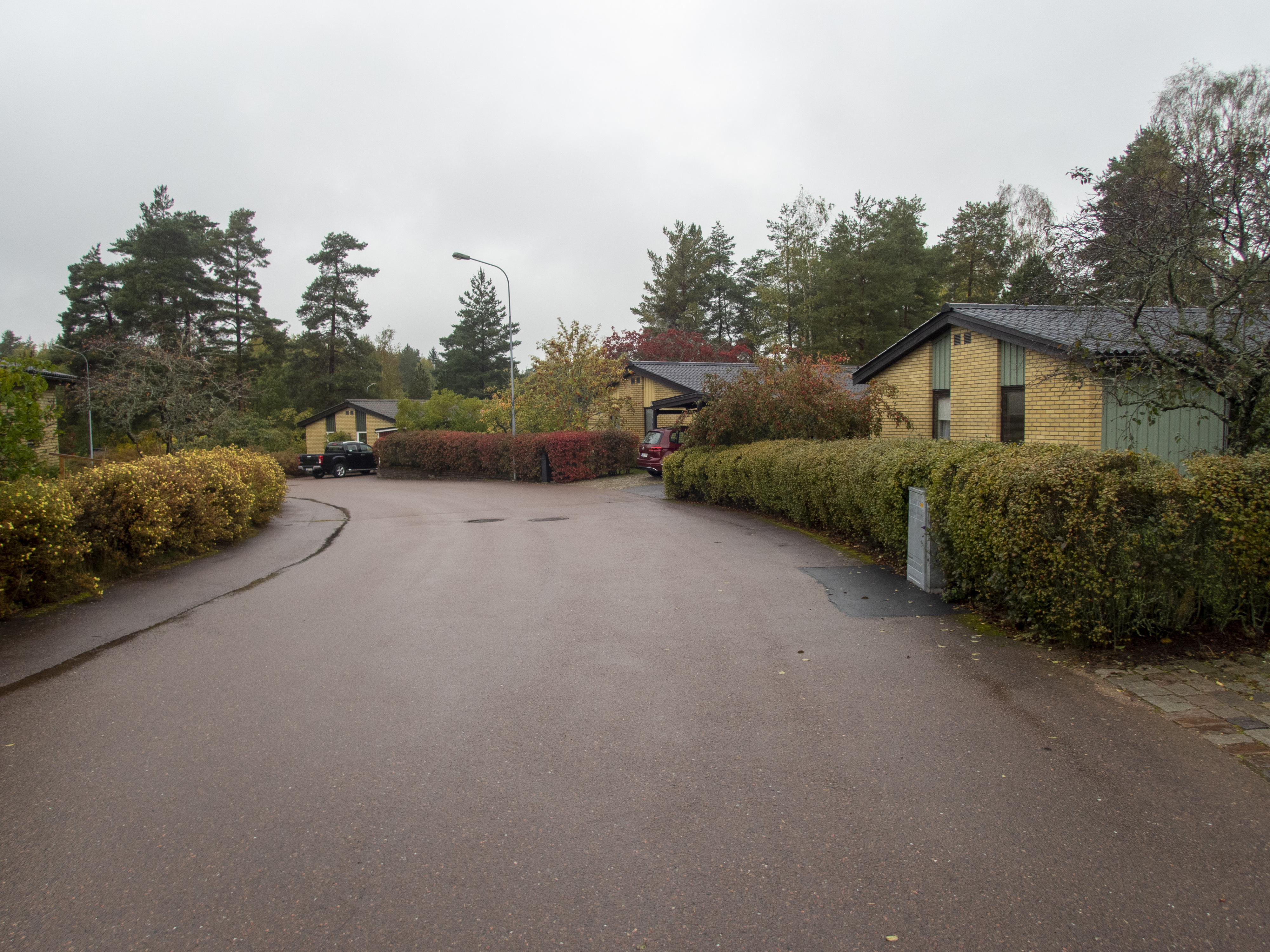
Småhus i villaområdet

1974 fick gatorna i villaområdet som ligger söder om högskolan sina namn. Detta område ligger nära Gustaf Frödings födelsegård Alsters herrgård och har därför fått namn hämtade från Frödingdikter med anknytning till bygden. Även kvarteren i området fick namn med Frödinganknytning. Småhusen i den sydvästra delen började uppföras 1975 och ritades av Peter Benkö på Riksbyggens arkitektursektion. Året därpå påbörjades övrig bebyggelse. Husen ritades av Olle Dahlén.
Ett stort problem fanns tidigt och det var hyreshöjningarna. En trea kostade 531 kr 1971 och kostade i mitten av 1973 651 kr. Smärtgränsen då var runt 700 kr. Ett kommunalråd med familj som intervjuades fick 69 kr i bostadsbidrag. Den som intervjuades var rädd för en inflationsspiral då lönerna och andra priser gick upp.
I en artikel i NWT 20 juli samma år berättade en av stadsarkitekterna att Kronoparken inte ska få fler höghus utan fler egnahemsvillor. Han sa också att fler bostäder behövdes när utflyttningen stoppades och Karlstad blev en inflyttningsort. Nu ville man göra Kronoparken mer människovänligare och inte bara bygga för byggandets skull. Ingen ville bygga för mycket lägenheter och skapa ett Tensta i Karlstad. Brist på hyreslägenheter var också en faktor när Karlstads Bostad AB (KBAB) började bygga område F. Sammanlagt skulle 22 lägenheter byggas.
1976 lade stadsbyggnadsberedningen förslag till hur en fortsatt utbyggnad av området skulle kunna te sig. Det ansågs att området borde byggas ut till en fungerande kommundel för att inte se halvfärdig ut. Om mer kommersiell verksamhet fanns skulle området få en mer positiv klang. För detta krävdes det att det bodde 8 000 - 10 000 invånare i området och när förslaget presenterades bodde 3 160 personer i Kronoparken. Centrumet som fanns bedömdes vara fullgott för hela området när Kronoparken var färdigt, men enligt beredningen var det fellokaliserat och för litet när tillväxten fortsatte norrut.
Ett bibliotek i området ansågs nödvändigt och planen föreslog en gemensam byggnad för fritidsgård, bibliotek, kyrkliga aktiviteter och föreningsaktiviteter.
Ursprungsplanerna var nu rejält förändrade. Nu ville man nämligen ha färre höghus och fler småhus. Delområde 1 var redan uppfört till stor del efter ursprungsplanen och utgjorde området söder om Sommargatan.
Samma år behövde ungdomsnämnden mer pengar för en ny och bättre fritidsgård. Ungdomsproblemen i området var nämligen svåra och tog sig former som snatteri, inbrott, sniffning och alkoholutnyttjande. Därför ville de ha pengar till en ny lokal som en del i att stävja problemen.
Skolan som var planerad att kosta 8 miljoner kr när den planerades 1977 och denna kostnad hade ökat med 1 miljon kr till 1978.
Biblioteksfrågan aktualiserades 1978 när kommunstyrelsen fick en hemställan från kulturnämnden om att uttala sig för ett inrättande av en biblioteksfilial i Kronoparken och att detta skulle planeras i samband med det planerade kyrkbygget på Kronoparken. Kommunfullmäktige godtog förslaget med vissa ändringar. Moderaterna reserverade sig då de bland annat ansåg att högskolans bibliotek skulle ansvara för kronoparksinvånarnas biblioteksbehov.
19 januari 1979 hade bygget kommit så långt att kommunfullmäktige kunde ge bifall till nya namn på gator. Dessa gator var Gitarr-, Kornett- och Saxofongatan.

### 1980-talet

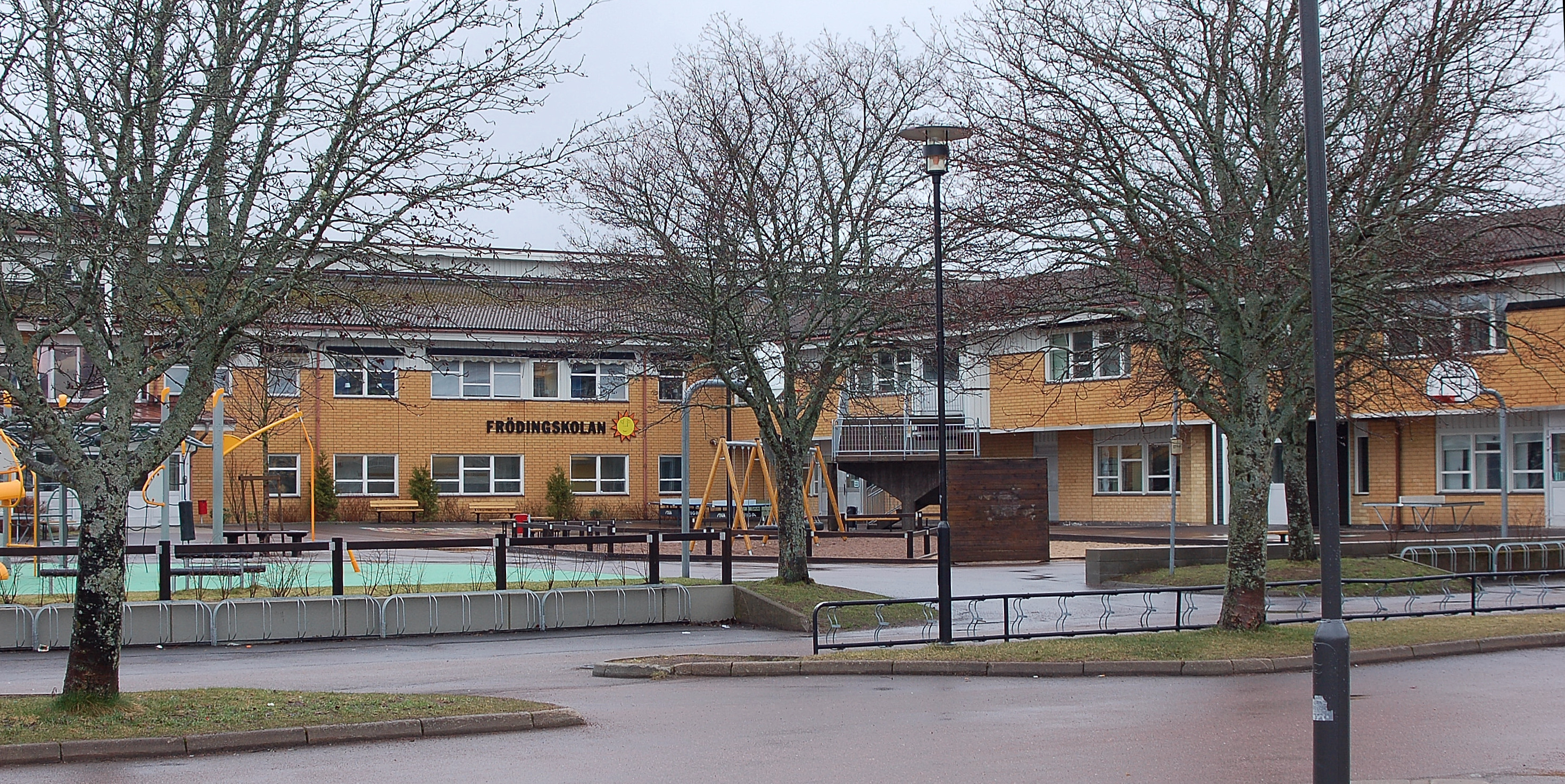
Frödingskolan

1980 beslutades det att den nybildade idrottsföreningen på Kronoparken skulle få tillgång till en idrottsplats med gräsplan som de dock skulle få göra i ordning själva med bidrag från kommunen.
I januari 1981 uppmärksammades det av kommunfullmäktige att låg- och mellanstadieskolan vid centrum var trångbodd och att det saknades ett antal klassrum. Föräldrar, lärare och elever oroades av detta då det bäddade för sociala problem. Hem och Skola föreningen på Kronoparken krävde även att en ny skola skulle börja byggas 1982. Därför ställdes en interpellation i januari 1981 om hur problemet skulle lösas. Svaret kom vid följande fullmäktigemöte och var att man kunde hyra lediga lokaler på området medan man väntade på att den nya skolan skulle byggas. Samma år lade kommunstyrelsen fram ett förslag om ny högstadieorganisation i kommunen och ett av delförslagen var en ny högstadieskola på Kronoparken. Detta då antalet elever i högstadieålder ökade. Detta innebar att eleverna fick transporteras till skolor utanför området om det inte fanns en skola på Kronoparken. Ekonomiskt var detta olämpligt och att bygga såväl ny låg- och mellanstadieskola som högstadieskola i Kronoparkens centrum var bäst ur lokalutnyttjandesynpunkt.
1982 lade centrala byggnadskommittén fram sitt förslag som byggde på att en helt ny låg-, mellan och högstadieskola skulle byggas på Kronoparken där skolmåltidslokaler skulle ingå. Medan skolan iordningställdes så ansåg byggnadskontoret att låg- och mellanstadiedelen skulle dela utrymme med högstadiet. En lugn atmosfär var viktig redan då för barnens lärande. Namnet på skolan debatterades 1984 där de flesta ville ha namnet Frödingskolan utom skolförvaltningen som ville ge skolan namnet Kronoparksskolan då den skulle vara rektorsskolan och den nu fungerade låg- och mellanstadiesskolan skulle få namnet Frödingskolan.
På kommunfullmäktiges möte i juni 1983 lades ett nytt förslag till områdesplan för norra Kronoparken. Nya förhållanden har tillkommit sedan den förra och skälen för översyn av planen är många, av vilka de främsta är: - Högstadieskolans nya placering - Nytt utbyggnadsområde för småhus i Kronoparkens västra del - Takten på utbyggnaden som saktade av.
I det nya förslaget vill man begränsa byggandet runt Klasmossen på grund av dåliga grundförhållanden. Dessutom ska husen byggas glesare och med dessa förändringar ska Kronoparkens befolkning uppgå till 10 000 personer. Norra Kronoparken ska heller inte få några mellan- eller högstadieskolor, däremot lågstadieskola och förskola plus närbutik.
När intressenterna för området som ex lokaltrafiken och invånarna yttrade sig kom fler åsikter fram. Karlstads lokaltrafik, Karlstadsbuss, ville ha en bussgata vid centrum för att bättre täcka området. Den lokala socialdemokratiska föreningen motsatte sig en sådan lösning och ansåg dessutom att det borde finnas fler ytor för rekreation. Föräldrarna och personalen till barnen på daghemmet Karlavagnen ville inte att utbyggnad norrut skulle ske då, dels de skulle bli av med sin skog som de använde för utflykter och dels att det stod lägenheter tomma i södra Kronoparken.
1999 fick högskolan universitetsstatus och det har medfört att antalet studentbostadshus ökat.